# Werner Rügemer
Werner Rügemer (Amberg, 4 settembre 1941) è un giornalista e scrittore tedesco, autodefinitosi filosofo intervenzionista.

## Biografia
Nacque ad Amberg. Condusse gli studi primari e secondari in Brendlorenzen/Rhön, Bad Neustadt an der Saale e in Berchtesgaden. Seguì gli studi universitari di Scienza del testo, Filosofia e Economia a Monaco di Baviera, all'Universià degli Studi di Tubinga, all'Università libera di Berlino, e a Parigi. Nel 1979 concluse il dottorato nell'università di Brema sul soggetto, "Antropologia filosofica e crisi delle epoche. Studio sulla relazione tra la crisi generale del capitalismo e il fondamento antropológico della Filosofia prendendo come esempio ad Arnold Gehlen".  Dal 1984 lavora nel campo radiofonico e televisivo e come commentatore per le stazioni radiofoniche e televisive della WDR, SWR, DLF e DLR. Inoltre, dal 1989, lavora anche come autore freelance. Le sue numerose pubblicazioni diedero origine a molte iniziative popolari nella Repubblica Federale di Germania.

## Periodici, riviste e libri
Dopo varie esperienze nel mondo del giornalismo, venne nominato nel 1974 fino 1989 redattore delle mensile Demokratische Erziehung. Nel contesto degli outlet legati al mondo della carta stampata, ha collaborato sin dagli anni ottanta a diverse pubblicazioni radio e televisione, soprattutto con il WDR. Sue principali aree di interesse sono la criminalità aziendale e la criminalità delle banche, occupandosi soprattutto della corruzione. Il lavoro di Werner Rügemer riguarda tanto la "Klüngel", la corruzione e la criminalità aziendale nella sua città natale di Colonia, nei comuni europei e nell'economia globale. Dunque Rügemer critica la tendenza a corrompere la democrazia in Germania e nella "comunità occidentale dei valori", dal momento che il debito pubblico, la corruzione e l'arricchimento delle elite scelte e non elette, hanno raggiunto in passato un livello attribuito solo ai "paesi in via di sviluppo".
Nelle sue pubblicazioni sulla crisi finanziaria di 2008, si chiede la liquidazione per insolvenza controllata delle banche, che hanno speculato. Rügemer si sostiene lo scioglimento delle tre principali agenzie di rating Standard & Poor's, Fitch Ratings e Moody's, nonché le quattro principali società di contabilità KPMG, Price Waterhouse Coopers, Ernst & Young e . per i loro compiti sovrani a livello mondiale.
Nel 1999, fu co-fondatore della Neue Rheinische Zeitung

### Nuova tecnologia - la vecchia società. Silicon Valley.
Nel libro del 1984, ha descritto "Il lato oscuro dell'High Tech". Uno studio sul campo proveniente dalla California, dove è iniziata la rivoluzione digitale. Includendo la storia delle invenzioni, le condizioni di lavoro dei lavoratori, interviste con scienziati di Stanford, sindacalisti, ingegneri di armamenti, pompieri e una biografia Steve Jobs.

### "I capitalisti del XXI secolo[8]"
Il saggio originale è del 2018. Vengono descritti i nuovi attori del capitalismo occidentale, come emerso dalla crisi finanziaria, gerarchicamente divisi in cinque categorie. I primi tre sono i nuovi operatori finanziari, mentre gli ultimi due sono i "capitalisti della rete”. 1) I grandi gestori di capitali (BlackRock ,Vanguard, State Street, Fidelity ecc.); 2) I fondi in partecipazioni private (es. Blackstone), i fondi speculativi (es. Bridgewater) e i capitalisti di rischio (es. Founders Fund); 3) Le banche di investimento (es. Rothschild), le banche private d’élite e le grandi banche tradizionali; 4) I monopolisti digitali (Google, Amazon, Microsoft, Facebook, Apple); 5) Le imprese delle piattaforme (es. Uber). Nella parte finale del libro l’autore esamina per confronto il modello di capitalismo cinese, giudicato più propenso agli investimenti a lungo termine e meno compromesso con il settore militare.

### "Staatsgeheimnis Abwasser"
Lo "Staatsgeheimnis Abwasser" è un libro del 1994, opera d'esordio dell'autore.  Descrive il ciclo dell'acqua potabile e delle acque reflue, delle acque reflue industriali e del sistema di corruzione che orbitava attorno a queste tecnologie, come esemplificato dalla città di Colonia.

### "Economie senza corruzione?"
"Economie senza corruzione" è un romanzo di Werner Rügemer del 1996. Il libro racconta la storia della corruzione nella Repubblica federale di Germania e la pratica internazionale, degli USA, della Francia, della Gran Bretagna, nel questo campo.

### "Colonia Corrupta"
Nel 2005 pubblica una delle opere più importanti, il libro "Colonia Corrupta - Privatizzazione, Globalizzazione e Corruzione a Colonia". Descrive un articolo sull'impianto di incenerimento dei rifiuti di Colonia.

### Il banchiere
Nel 2006, pubblica libro, "Der Bankier -Ungebetener Nachruf auf Alfred Freiherr von Oppenheim". Oltre a descrivere alcuni aspetti del partito di Helmut Kohl, il libro rivela che, nei primi anni ottanta, Kohl venne segretamente finanziato dalla banca Oppenheim con almeno 1,3 milioni di DM.

### "Grasshoppers"[15]nello spazio pubblico
Fu uno dei primi a criticare gli svantaggi del Cross-Border-Leasing (CBL) e del partenariato pubblico-privato (PPP). Nella sua trasmissione, ha criticato alcune pratiche CBL nelle quali vengono vendute proprietà pubbliche a investitori privati statunitensi. Inoltre, ha criticato la stipula, da parte delle autorità pubbliche, di affari aventi termini contrattuali della durata di cento anni. Questo trattato venne in gran parte tenuto segreto e svelato attraverso il suo libro "Cross-Border Leasing", nel quale ha approfondito la discussione. Si tratta di un libro dove si dimostra l'evidente esproprio globale delle città da parte dei privati con la collusione dei politici. Nel libro, inoltre viene approfondito il saccheggio, da parte dei privati, dei fondi pubblici, mostrando che questo comportamento mina anche la democrazia.

### Privatizzazione in Germania. Un bilancio
Nel 2006 venne pubblicato il suo libro "Privatizzazione in Germania. Un bilancio". Nel libro, ha tracciato un equilibrio dei progetti di privatizzazione avviati e attuati a partire dal 1984, e il loro impatto sui bilanci pubblici, sui servizi pubblici e sulla democrazia.

### "Agenzie di rating: approfondimenti sull'attuale potere capitalistico"
L'economista del Süddeutsche Zeitung, Rudolf Hickel, raccomanda la lettura sia ai critici che ai sostenitori del capitalismo. Rügemer ha rivelato apertamente "la sistematica mancanza di transparenza e di responsabilità a seguito di decisione scorrette" delle agenzie.

### "Union Busting"[22]
Dal 2012, Rügmer lavora con il giornalista Elmar Wigand sul blog, arbeitsunrecht.de, sulla documentazione e le critiche della Union Busting in Germania. Entrambi gli autori esplorano la lotta sistematica dei sindacati, dei comitati e dei dipendenti, al pari di un servizio professionale. Nel suo libro "Die Fertigmacher" pubblicato nel 2014, Rügemer e Wiegand analizzano come un settore di servizi professionali si sviluppi per combattere i lavoratori scomodi, i comitati di lavoro e i sindacati. Con i ritratti personali dei rispettivi attori e la descrizione di vari conflitti operativi, gli autori danno un'idea della pratica corrente.

### "Die Fertigmacher"
Nel 2014 è stato pubblicato il libro "Die Fertigmacher -  Arbeitsunrecht und professionelle Gewerkschaftsbekämpfung" di Rügemer. Nel libro si analizza il fenomeno, nel contesto dell'offensiva neoliberista sin dagli anni '90.

### "Fino a quando questa libertà illumina il mondo"
Questa è un'antologia di diverse pubblicazioni. Non si tratta solo delle grandi domande del rapporto transatlantico, ma anche di ciò che sta succedendo nelle città, nelle chiese, nelle imprese, nelle oasi finanziarie, nelle strade, nei tribunali, nelle amministrazioni, negli uffici editoriali - o nell'arte, nella musica e nella letteratura.

## Le sue appartenenze
Werner Rügemer fu co-fondatore dell'Iniziativa "Gemeingut di Bürgerinnenhand". Dal 5 maggio 2007 al 16 maggio 2009 era Presidente del Business Crime Control. È membro di Transparency International, la Società Internazionale Gramsci, l'Associazione degli scrittori tedeschi (VS) in ver.di, il Centro PEN della Germania, l'attack Scientific Advisory Board ed è co-fondatore delle azioni contro l'abuso del lavoro.

## Riconoscimenti per l'attività di giornalista
- Il 17 febbraio 2010 gli viene assegnato il Friedrich-und-Isabel-Vogel, Premio dell'Associazione dei Fondatori per la scienza tedesca per il reportage I complici legali.[30] Dal 5 maggio 2007 al 16 maggio 2009 è stato il presidente di Business Crime Control.[31]
- Nel 2002 gli è stato assegnato il Premio dei giornalisti della Federazione dei contribuenti per i "100 anni come un giorno, la globalizzazione segreta delle città" (WDR / DLF 2001).
- Nel 2003 vinse il premio quale giornalista dell'Associazione delle Imprese comunali (VKU) per una trasmissione radiofonica sul leasing transfrontaliero e le conseguenze per le autorità locali e le comunità in Germania e in Europa.[32]
- Nel 2007 ha ricevuto il premio Change dell'artista di Monaco Lucia Dellefant.
- Nell'agosto 2008 ha ricevuto il Premio Carl di Colonia.